# Mes intercalado (Egipto)

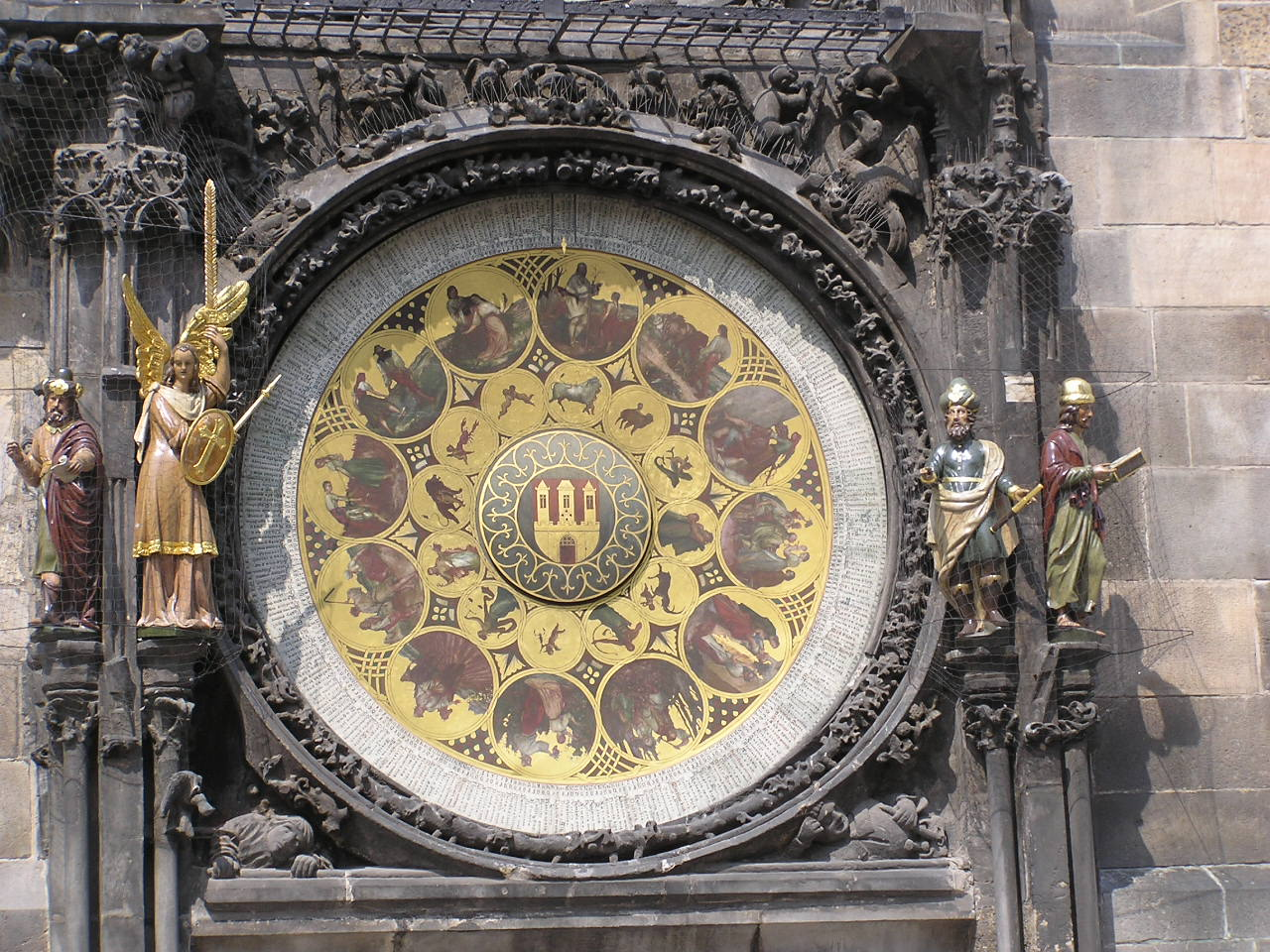
Calendario debajo del reloj astronómico de Praga, en la Plaza de la Ciudad Vieja.

El mes intercalado o días epagomenales  de los calendarios egipcio, copto y etíope antiguos son un período de cinco días en años comunes y seis días en años bisiestos además de los 12 meses estándar de esos calendarios, a veces contados como su decimotercero mes. Se originaron como una medida periódica para asegurar que la salida helíaca de Sirio ocurriera en el mes 12 del calendario lunar egipcio, pero se convirtieron en una característica regular del calendario civil y sus descendientes. Los días bisiestos coptos y etíopes ocurren en el año anterior a los años bisiestos julianos y gregorianos.

## Nombres
| D2 · D21 | G43 | M4 | X1 |

| D2 · D21 | G43 | M4 | X1 |

| M4 | D2 · D21 | G43 | N5 | Z1 · Z1 · Z1 · Z1 · Z1 |

| M4 | D2 · D21 | G43 | N5 | Z1 · Z1 · Z1 · Z1 · Z1 |

Los nombres en inglés «mes intercalado» y «días epagomenales» derivan del latín intercalārius («proclamado entre») y griego epagómenoi (ἐπαγόμενοι) o epagómenai (ἐπαγόμεναι, «traído» o «añadido»), latinizado como epagomenae. El período también se conoce a veces como los «días sin mes».
En el antiguo Egipto, el período se conocía como los «Cinco días del año» (en egipcio antiguo:Hrw 5 Ḥry Rnpt), los «Cinco Días» (Hrw 5) o «Aquellos sobre el año» (Ḥryw Rnpt), el último de los cuales se transcribe como Heriu Renpet. El egiptólogo Richard Anthony Parker también propuso que en algunos casos el mes intercalado se conociera con el nombre Thoth (Ḏḥwtyt) después de la fiesta que dio nombre al mes siguiente.
En el Egipto moderno, el período se conoce como Kouji Nabot o Pi Kogi Enavot (en copto: Ⲡⲓⲕⲟⲩϫⲓ ⲛ̀ⲁⲃⲟⲧ, Pikouji n'Abot, lit . «El pequeño mes») y Al-Nasi (árabe egipcio: النسيء, en-Nasiʾ, lit . «El aplazamiento»), según Nasi' del calendario preislámico. El nombre árabe también se romaniza como Nasie. 
En Etiopía, el período se conoce como Paguemain, Phagumien ( en amárico: ጳጐሜን  , Ṗagʷəmen), Pagume, [14] o Pagumay  ( ጳጉሜ , Agume).

## Calendarios egipcios

### Antiguo
Hasta el siglo IV a. C. el inicio de los meses del calendario lunar se basaba en la observación, comenzando al amanecer de la mañana en que ya no se veía la luna creciente. El mes intercalado se añadía cada dos o tres años, según fuera necesario, para mantener la salida helíaca de Sirio dentro del cuarto mes de la estación de Aguas Bajas. Este mes pudo tener hasta 30 días. Según el calendario civil, los meses caían en orden con el resto, independientemente del estado de la luna. Siempre constaban de 30 días, cada uno de los cuales se nombraba individualmente y se dedicaba a una deidad patrona concreta, pero el año siempre iba seguido de un mes intercalado de solo cinco días. Debido a la falta de un día bisiesto, el calendario se fue moviendo lentamente en relación con el año solar y la fecha gregoriana hasta las épocas ptolemaica y romana. 

### Citas
1. ↑  Gabra, Gawdat (2008), «Coptic Calendar», The A to Z of the Coptic Church, A to Z Guide Series, No. 107, Plymouth: The Scarecrow Press, pp. 70–1, ISBN 9780810870574..
2. 1 2  (Clagett, 1995, p. 29).
3. 1 2 3 4  Vygus, Mark (2015), Middle Egyptian Dictionary..
4. ↑  Las representaciones alternativas de Aquellos sobre el Año incluyen | D2 · D21 | Z4 · N1 | Z7 | Z3A | M4 | X1 | Z1 |.[3]
5. ↑  Las representaciones alternativas de los Cinco sobre el Año incluyen | M4 | X1 | Z1 · Z1 · Z1 · Z1 · Z1 | D2 | G43 |.[3]
6. ↑  «intercalary, adj.", and "intercalate, v.», Oxford English Dictionary, Oxford: Oxford University Press, 1900..
7. ↑  «epagomenal, adj.", "epagomenic, adj.", and "epagoge, n.», Oxford English Dictionary, Oxford: Oxford University Press, 1933..
8. ↑  «Middle Eastern Calendars», Educational Resources, Chicago: Center for Middle Eastern Studies at the University of Chicago, p. 3, archivado desde el original el 3 de julio de 2019, consultado el 7 de febrero de 2017..
9. ↑  Watrall, Ethan (2016), Understanding Egyptian Chronology, Michigan State University, p. 8, archivado desde el original el 6 de febrero de 2017, consultado el 21 de octubre de 2022..
10. ↑  «13: Nasie Month», Coptic Synaxarium, Alexandria: St Takla Haymanout, consultado el 6 de febrero de 2017..
11. ↑  Mebratu, Belete K. (2009), «Ethiopian Calendar»,  en H. James Brix, ed., Encyclopedia of Time: Science, Philosophy, Theology, & Culture, Vol. I, Los Angeles: Sage, p. 128, ISBN 9781412941648..
12. ↑  «Ethiopian Calendar», Selamta, 2015..
13. ↑  «Ethiopian Calendar», Official site, Tesfa Community Treks, consultado el 6 de febrero de 2017..
14. ↑  Parker, 1950, p. 29.
15. ↑  Parker, 1950, p. 23.
16. ↑  Parker, 1950, p. 32.
17. ↑  Parker, 1950, p. 64.